# Günter Hertel (Schauspieler)
Günter Hertel (* um 1930) ist ein deutscher ehemaliger Schauspieler, der in den 1950er Jahren vorwiegend in Märchenfilmen wirkte.

## Karriere
Günter Hertel war im Dezember 1953 in Harry und Signe Hassos Maria Johanna erstmals auf der Kinoleinwand zu sehen. 1955 spielte unter der Regie von Herbert B. Fredersdorf in den zwei Märchenfilmen Der gestiefelte Kater, wo er den ältesten Müllerssohn Franz spielte, und Rumpelstilzchen,  in welchem er an der Seite von Liane Croon den jungen Königssohn Max darstellte. Gerhard Klein besetzte ihn 1956 in einer Nebenrolle in dem DEFA-Spielfilm Eine Berliner Romanze. Seine letzte nachgewiesene Rolle hatte er erneut in einem Märchenfilm. Er spielte 1957 unter der Leitung von Fritz Genschow in Die Gänsemagd den Prinzen Friedbert, der die Prinzessin aus dem Nachbarreich heiraten soll.
Weitere Filmrollen und biografische Informationen von Günter Hertel sind nicht bekannt.

## Filmografie
- 1953: Maria Johanna
- 1955: Der gestiefelte Kater
- 1955: Rumpelstilzchen
- 1956: Eine Berliner Romanze
- 1957: Die Gänsemagd